# Chamaesium
Chamaesium es un género de plantas perteneciente a la familia Apiaceae. Es originario del  Asia Central de China y la India. Comprende 11 especies descritas y de esta, solo 6 aceptadas.  Es el único género de la tribu Chamaesieae

## Taxonomía
El género fue descrito por Karl Friedrich August Hermann Wolff  y publicado en Notizblatt des Botanischen Gartens und Museums zu Berlin-Dahlem 9(84): 275–276. 1925. La especie tipo es: Chamaesium paradoxum H.Wolff	

## Especies
A continuación se brinda un listado de las especies del género Chamaesium aceptadas hasta julio de 2013, ordenadas alfabéticamente. Para cada una se indica el nombre binomial seguido del autor, abreviado según las convenciones y usos.
- Chamaesium delavayi (Franch.) R.H.Shan & S.L.Liou
- Chamaesium novem-jugum (C.B.Clarke) C.Norman
- Chamaesium paradoxum H.Wolff
- Chamaesium thalictrifolium H.Wolff
- Chamaesium viridiflorum (Franch.) H.Wolff ex R.H.Shan
- Chamaesium wolffianum Fedde ex H.Wolff